# 石川県立図書館
石川県立図書館（いしかわけんりつとしょかん、英: Ishikawa Prefectural Library）は、石川県金沢市小立野2丁目43番1号にある県立図書館。愛称は百万石ビブリオバウムである。2022年（令和4年）4月に石川県教育委員会から石川県知事部局（県民文化スポーツ部〈現・文化観光スポーツ部〉）に管理が移管された。
1966年（昭和41年）には金沢市本多町3丁目に旧館が開館したが、旧館は2021年（令和3年）11月1日に閉館した。2022年（令和4年）7月16日、金沢市小立野2丁目の金沢大学工学部跡地に現行館が開館した。
蔵書数は1,021,096冊で、年間貸出数は459,186冊である（2022年度統計）。

## 施設構造
2022年（令和4年）7月16日に開館した現行館は、延床面積22,721m2、開架冊数約30万冊、閲覧席数約500席、書庫の収蔵能力は約200万冊である。
館内には、閲覧エリア（一般閲覧スペース、児童コーナー等）、知と情報のひろば・情報のアトリエのエリア（屋内広場、多目的ホール、交流ルーム等）、書庫エリア、事務管理・共用部エリアの4つのエリアが設けられる。閲覧エリアには開架約30万冊と閲覧席約500席を設置する。公文書館機能も備えるため、書庫エリアの収蔵能力は約200万冊に設定された。

### 建物概要
（出典：）
- 地上4階地下1階建[18]
- 建築面積：7,291 m2
- 延床面積：22,721 m2

（出典：）
| 階  | 方角 | | 12のテーマ                                 | 図書分類等                                                                        |
| --- | ---- | --- | ------------------------------------------ | --------------------------------------------------------------------------------- |
| 4階 |      | リング                                                                                                 | 本の歴史を巡る                             |                                                                                   |
| 3階 | 北   | 調べものデスク、貴重資料閲覧室、複写コーナー、マイクロフィルムコーナー、資料検索／データベースコーナー | 自分を表現する                             | 7：芸術・スポーツ・諸芸、レファレンスブック、ユニバーサルコーナー                 |
| 3階 | 東   | | 日本を知る                                 | 郷土、石川県を知ろう、地図・地名辞典など、電話帳                                  |
| 3階 | 南   | | 好奇心を抱く、生き方に学ぶ、世界に飛び出す | 2：歴史・地理、4：自然科学、5：技術・工学、医療・闘病記・がん情報、石川県内文学賞 |
| 3階 | 西   | 視聴覚コーナー、サイレントルーム                                                                       | 自分を表現する、身体を動かす               | 3：社会科学、6：産業、7：芸術・スポーツ・諸芸、通教文庫                           |
| 3階 | 中央 | ブリッジ                                                                                               |                                            |                                                                                   |
| 2階 | 北   | 総合カウンター、予約本コーナー、複写コーナー                                                           | 仕事を考える                               | 一般雑誌バックナンバー、過去の新聞                                                |
| 2階 | 東   | だんだん広場、モノづくり体験スペース、石川県立自然史資料館コーナー                                     |                                            |                                                                                   |
| 2階 | 南   | 研修室、企画展示コーナー、ラーニングスペース                                                           |                                            |                                                                                   |
| 2階 | 西   | グループ活動室、インターネットコーナー                                                                 | 暮らしを広げる、文学にふれる               | 0：総記、1：哲学・宗教、5：技術・工学（家政学）、8：言語、9：文学                 |
| 1階 | 北   | 里の恵み・文化の香り～石川コレクション～                                                               | 里の恵み・文化の香り～石川コレクション～   | 今日の新聞                                                                        |
| 1階 | 東   | だんだん広場、屋内広場、食文化体験スペース                                                             |                                            |                                                                                   |
| 1階 | 南   | ブックリウム、カフェ ハムアンドゴー                                                                    |                                            |                                                                                   |
| 1階 | 西   | 案内カウンター、本との出会いの窓、こどもエリア                                                         | 子どもを育てる                             | 一般雑誌                                                                          |

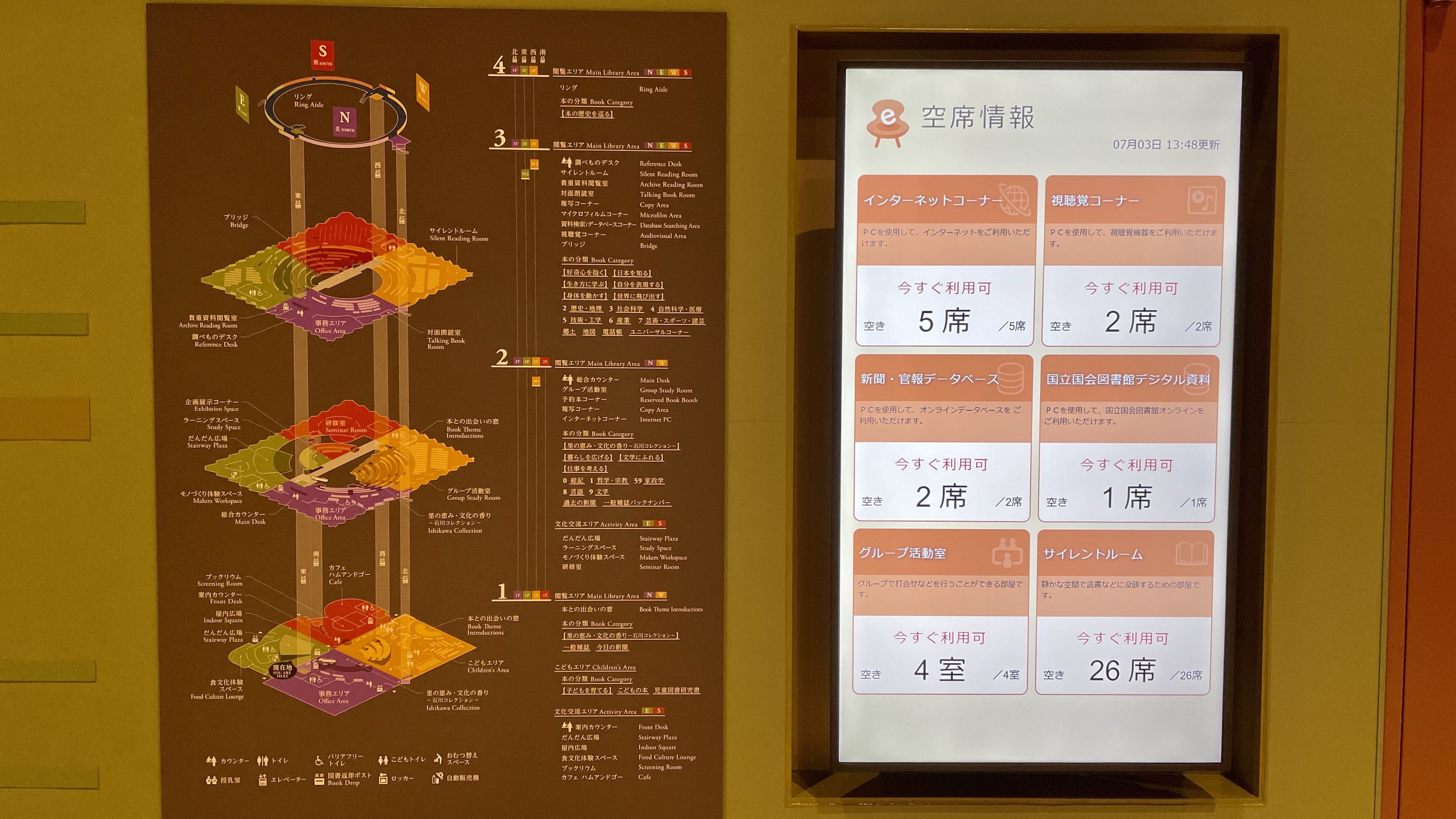
案内ボード・空席案内板（2022年7月）
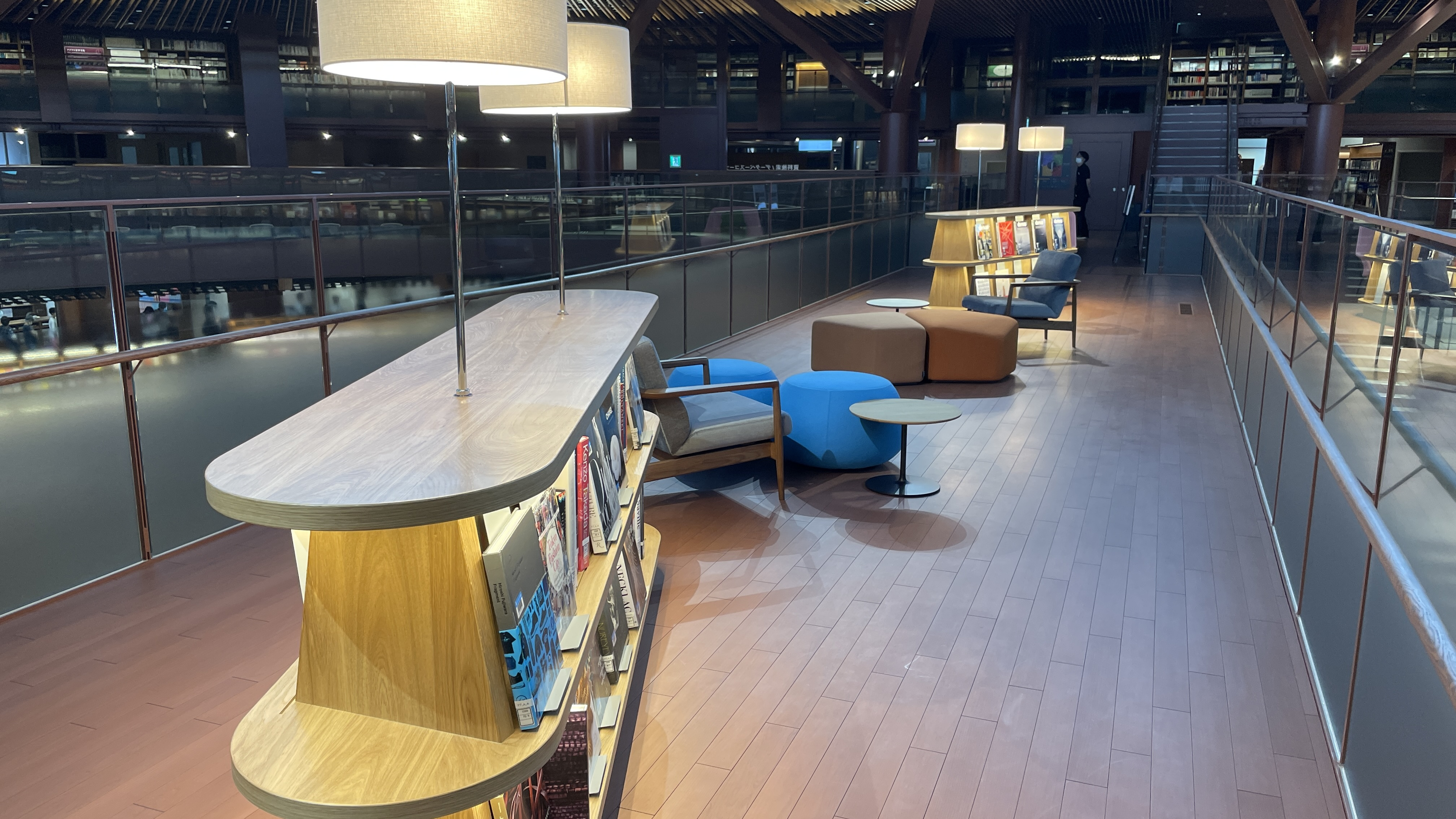
3階 ブリッジ（2022年7月）
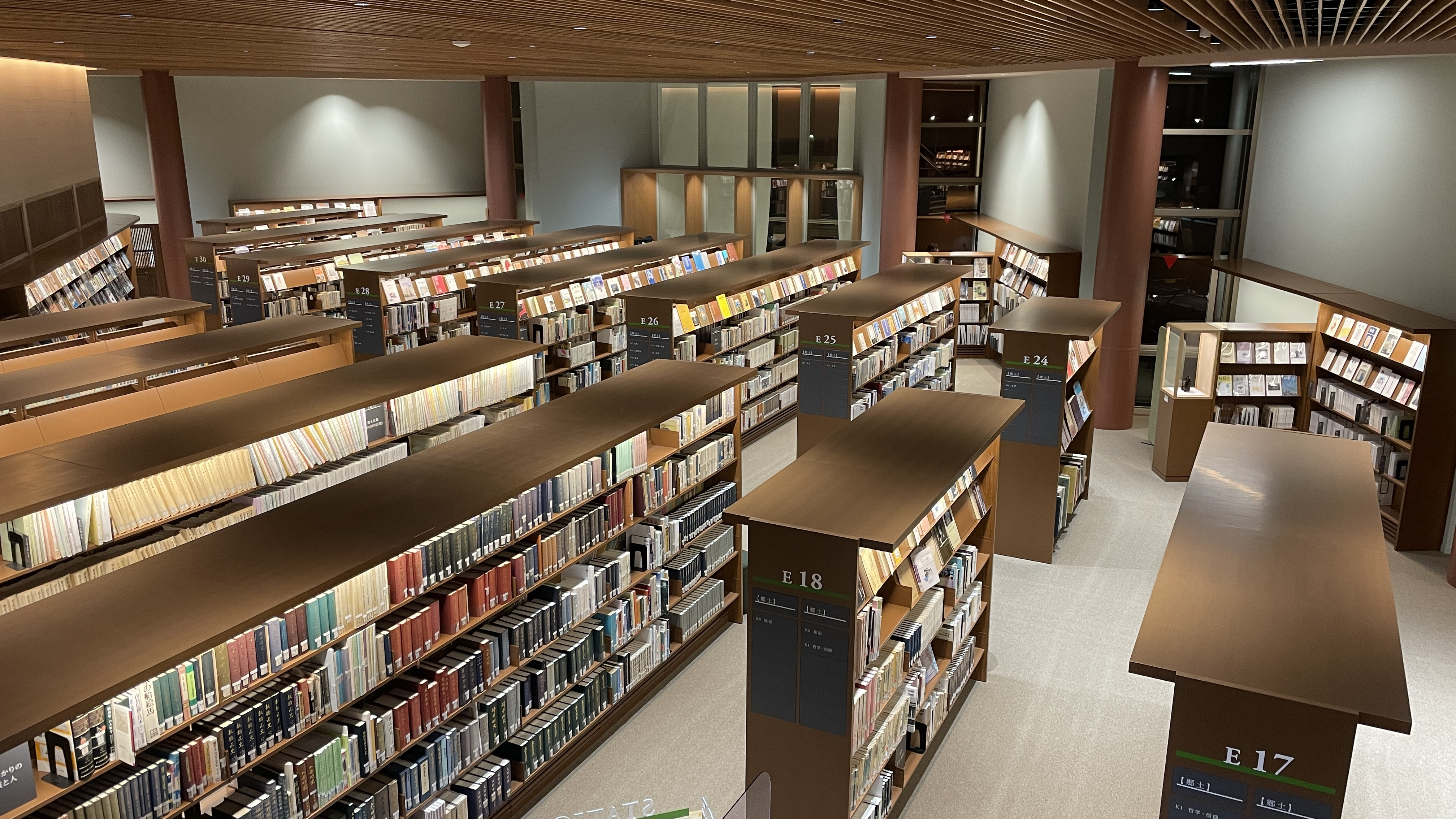
分類別図書棚（2023年10月）
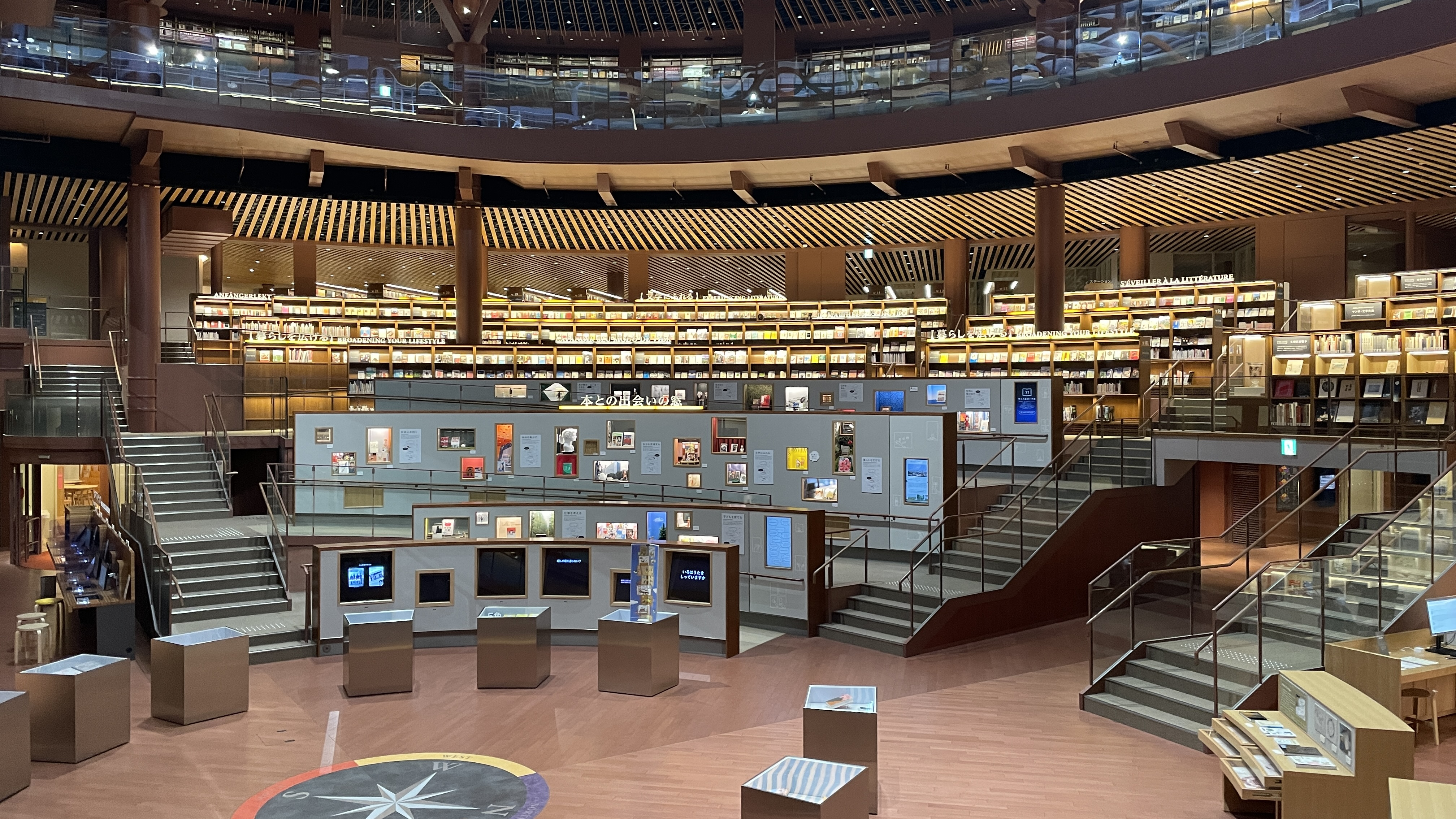
1階 本との出会いの窓（2023年10月）
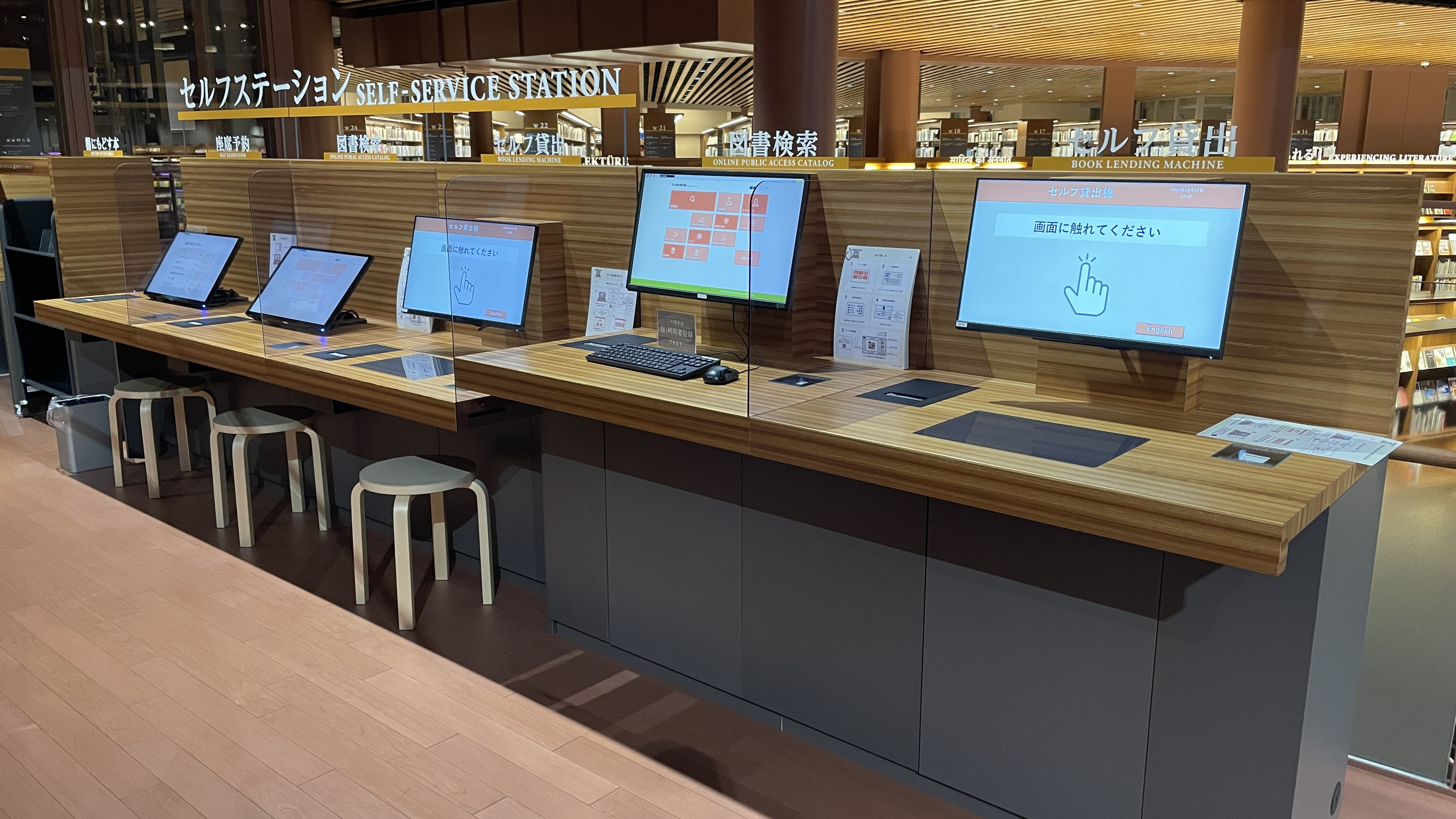
2階 セルフステーション（2023年10月）
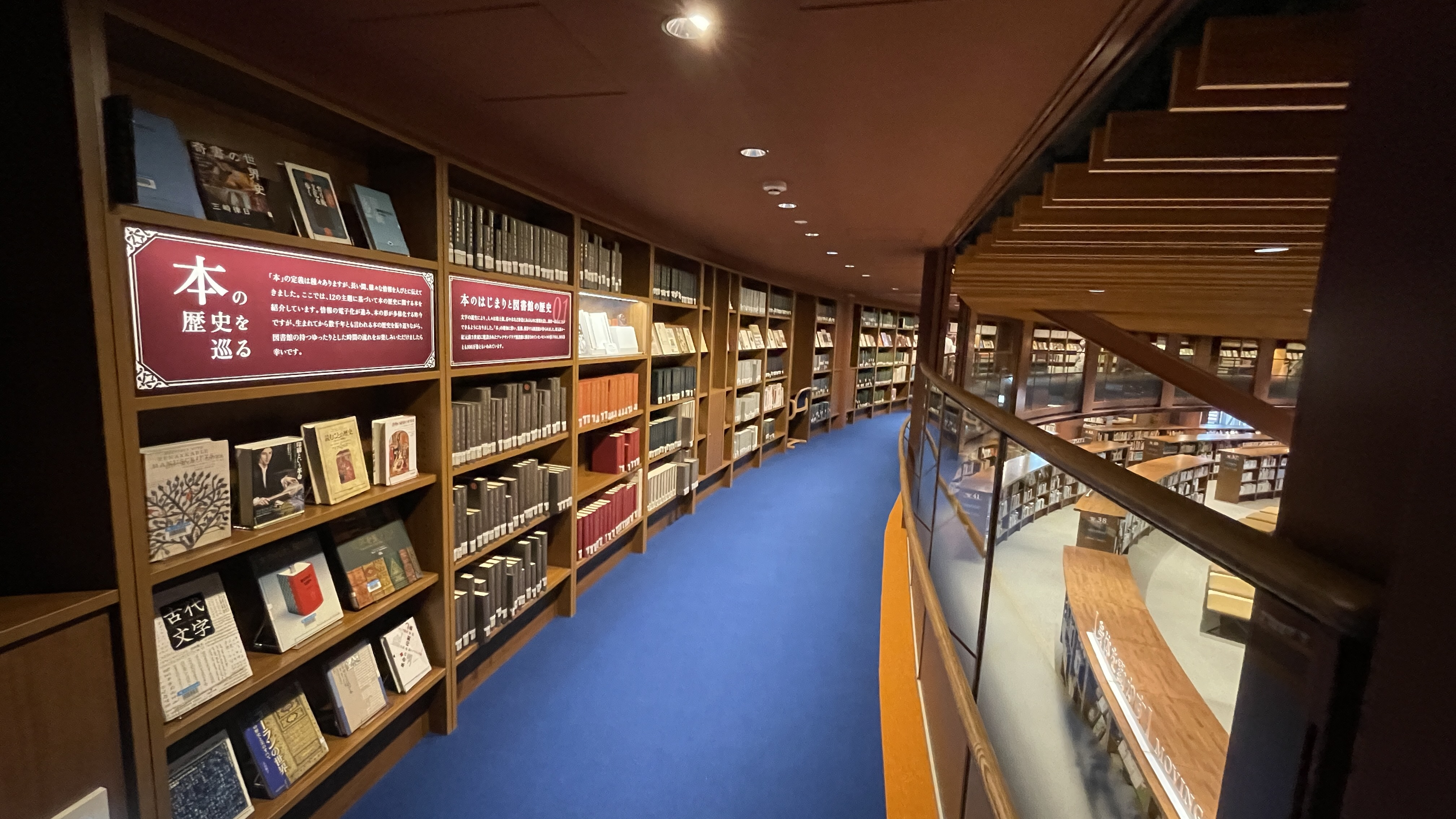
4階 リング（2022年7月）

## 沿革

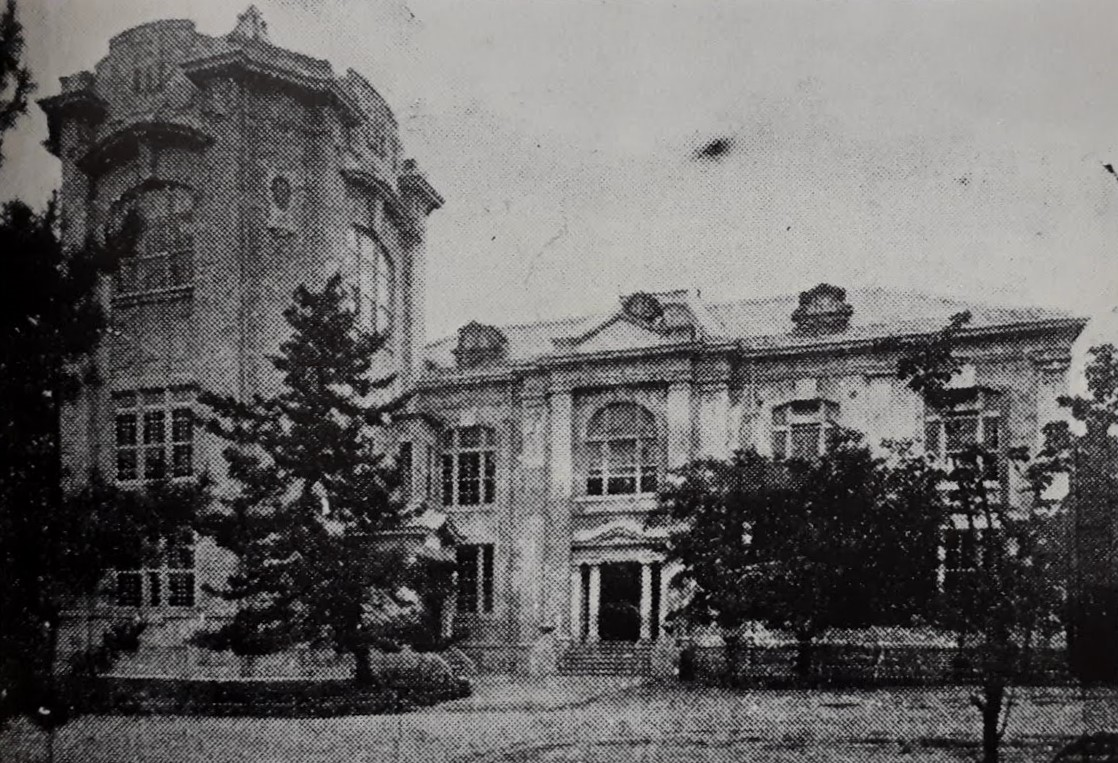
1912年から1948年の石川県立図書館

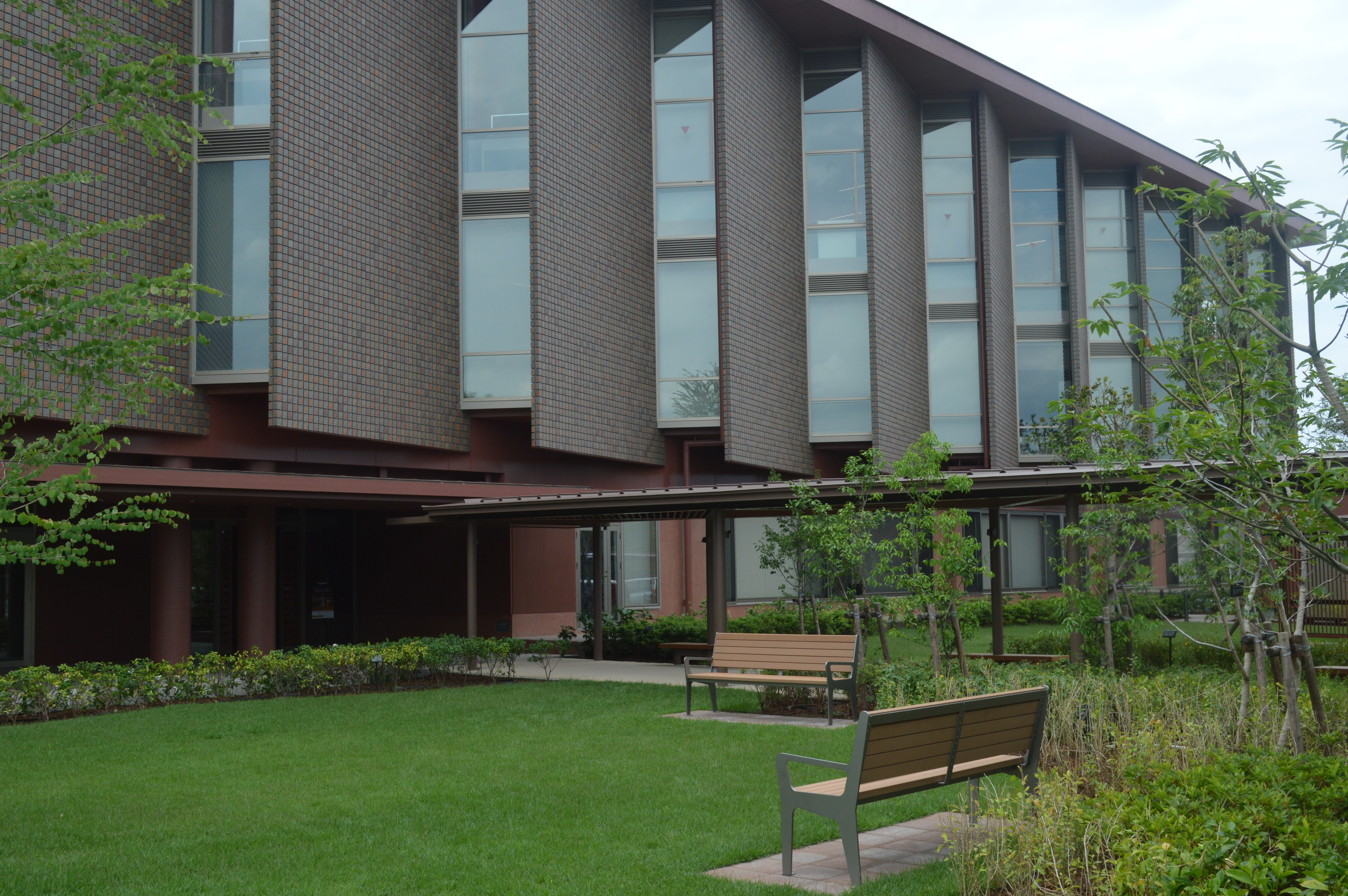
2022年以降の石川県立図書館

（主要な出典：）
- 1879年（明治12年）10月 - 石川県勧業博物館内に図書室を設置し、前田家蔵書3万余冊を中心に公開[25]。
- 1908年（明治41年）
  - 2月 - 石川県巡回書庫を設置。
  - 9月 - 前田家の希望により蔵書移譲を議決し、勧業博物館図書室を閉室。
- 1910年（明治43年）11月 - 県立図書館の設立が通常県議会で可決。
- 1911年（明治44年）
  - 1月 - 石川県巡回書庫を廃止。
  - 4月 - 本館（旧館）建築工事着工。
- 1912年（明治45年／大正元年）
  - 1月17日 - 兼六園内に石川県立図書館開館[25][26]。同日、開館式挙行。
  - 1月20日 - 館内を一般に開放[27]。
  - 1月23日 - 一般閲覧開始。
  - 11月 - 巡回書庫を再開。
- 1927年（昭和02年）9月16日 - 児童図書の館外貸出を開始[28]。
- 1929年（昭和04年）5月1日 - 特別閲覧室を一般閲覧室別室として一般閲覧者に開放[29]。
- 1948年（昭和23年）
  - 7月 - 七尾分館を設置。
  - 11月15日 - 隣接していた商品陳列館から出火。翌日未明、類焼により石川県立図書館が書庫と附属建物をのぞいて焼失（大半の図書は無事）[25][30][31]。
  - 12月 - 小松分館を設置。
- 1949年（昭和24年）
  - 2月13日 - 復旧工事着工（工事費）決定[32]。
  - 5月18日 - 復旧工事起工式[32]。
  - 10月 - 石川県立図書館竣工。
  - 11月3日 - 落成式挙行[33]。
  - 11月10日 - 修築による開館[34][注釈 2]。
- 1950年（昭和25年）
  - 7月 - 珠洲（上戸村[35]）、輪島、穴水、中島、羽咋、富来、河北（津幡町[35]）、松任、能美（寺井野町[35]）、加賀に分館設置。
  - 8月31日 - 石川県中央図書館と改称[36][注釈 3]。
- 1951年（昭和26年）7月 - 鶴来、鹿西に分館設置。
- 1953年（昭和28年）4月 - 能登部分館[35][37]を設置。
- 1964年（昭和39年）1月8日 - 自動車文庫「ともしび号」巡回を開始[38]。
- 1966年（昭和41年）3月 - 石川県立図書館と改称。

### 旧館
- 1966年（昭和41年）5月1日 - 石川県社会教育会館が金沢市本多町3丁目に完成、開館。同会館に石川県立図書館（旧館）、石川県立社会教育センターが入る[39][40]。
- 1971年（昭和46年）4月1日 - 「ともしび子ども文庫」を設置（加賀地区：吉野谷小学校〈吉野谷村〉、能登地区：小木小学校〈能登町〉）[41]。
- 1972年（昭和47年）
  - 5月1日 - 「親子文庫」を新設（能登3地区、加賀3地区）[42]。
  - 8月1日 - 自動車文庫改め移動図書館「ともしび号」を更新[42]。
- 1974年（昭和49年）4月1日 - 古文書課を新設、県内所在古文書史料の調査を開始[43]。
- 1980年（昭和55年）8月 - 団体貸出文庫を新設。
- 1982年（昭和57年）
  - 2月15日 - 増改築工事にともない事務室等が移転（同年3月15日まで）[44]。
  - 12月4日 - 増改築工事が完成[25]。同日、増改築工事完成式を行う[45]。組織機構の一部改編により分館を廃止。
  - 12月9日 - 石川県立図書館開館70周年記念式典を挙行。
- 1986年（昭和61年）3月 - 「古文書課」を廃止。
- 1987年（昭和62年）3月 - 親子文庫事業を廃止。
- 1991年（平成03年）4月 - 移動図書館「ともしび号」を廃止。
- 1993年（平成05年）4月 - 石川県立図書館電算システム化事業に着手。
- 1997年（平成09年）4月 - 「石川県図書館情報ネットワーク」システム稼働開始。同月1日、始動式を挙行。
- 2002年（平成14年）4月 - 図書館システム更新。
- 2007年（平成19年）3月 - 電算システム更新。
- 2013年（平成25年）3月 - 電算システム更新。
- 2015年（平成27年）9月 - 県議会において知事が県立図書館の建替えを表明。
- 2020年（令和02年）2月 - 図書館基幹システム更新。
- 2021年（令和03年）
  - 10月28日 - 新県立図書館プレサイトを開設[46]。
  - 10月31日 - この日をもって、移転準備のため県立図書館を閉館[47]。

### 現行館
- 2016年（平成28年）3月 - 「石川県長期構想」において、県立図書館を金沢大学工学部跡地に移転・建て替えすることが定められる[48][49]。
- 2017年（平成29年）3月 - 「新石川県立図書館基本構想」を策定[48][50]。
- 2018年（平成30年）12月 - 県が図書館用地として金沢市小立野の金沢大学工学部跡地を取得。
- 2019年（令和元年）10月14日 - 新石川県立図書館着工（起工式）[51]。
- 2021年（令和03年）
  - 5月24日 - 新図書館（以下「新館」と表記）の愛称を公募[52]。
  - 12月 - 新館の建物が完成。
  - 12月16日 - 新館の内覧会を開催[53][54]。
- 2022年（令和04年）
  - 1月 - 新館の愛称が「百万石ビブリオバウム」に決定[55][56]。
  - 3月5日 - 新館の竣工式を開催[15]。
  - 4月1日 - 
    - 石川県立図書館条例施行。
    - 組織改正により石川県立図書館に係る主管部局が教育委員会から知事部局（県民文化スポーツ部）へ変更される[12]。

  - 5月 - 新館の館長に田村俊作氏（慶應義塾大学名誉教授）が内定[57]。
  - 6月 - 新館の外構・設備等の全整備が完了。
  - 7月2日 - 利用者カード事前登録会開始[58]。
  - 7月16日 - 金沢市小立野2丁目に新館（現行館）が開館[17]。同日、開館記念式典を行う。新たな図書館基幹システム、デジタルアーカイブシステム等の運用を開始。
  - 10月7日 - 2022年度グッドデザイン賞を受賞[59][60]。
  - 11月 - 石川県立図書館シンボルとカード、家具ガイドが第49回石川県デザイン展 コンペティション部門 コミュニケーションデザイン部門で入賞[61]。
- 2023年（令和05年）
  - 2月 - 第45回金沢都市美文化賞を受賞[62][63]。
  - 7月16日 - 開館一年間で来館者102万人を達成（旧館の約4倍）[64]。
  - 7月17日 - 第42回石川建築賞 優秀賞を受賞[65]。
  - 7月20日 - 石川県立図書館アクセス道路（都市計画道路 小立野旭町線）が開通[66]。
  - 8月29日 - 日本空間デザイン賞2023（KUKAN DESIGN AWARD 2023）Shortlist 入賞[67][68][69]。
  - 9月5日 - 第57回日本サインデザイン賞 日本サインデザイン金賞を受賞[70][71]。
  - 9月5日 - 2023年 照明デザイン賞 優秀賞を受賞[72][73]。
  - 10月16日 - 天皇・皇后が県立図書館を訪問し、県内の高校生などと交流する[74][75][76][77]。
  - 11月8日 - 一般社団法人 日本建築美術工芸協会 第33回AACA賞受賞[78][79]。
  - 11月27日 - 第11回グッドライフアワード実行委員会特別賞「環境地域ブランディング賞」を受賞。公立図書館としては初の受賞となった[80][81][82][83]。
  - 12月 - 第55回 中部建築賞を受賞[84][85]。
- 2024年（令和06年）
  - 1月1日 - 能登半島地震が発生。書架が傾くなどの被害が発生した[86]。
  - 4月1日 - 組織改正により上部組織の県民文化スポーツ部が文化観光スポーツ部となる[87]。
  - 6月6日 - 第40回 日本図書館協会建築賞を受賞[88]。
  - 8月8日 - 日本建設業連合会主催の第65回BCS賞を受章[89]。

### 分館
石川県立図書館には1948年（昭和23年）から1982年（昭和57年）まで分館があった。
- 1948年（昭和23年） - 7月に七尾市、同年12月に小松市に分館を設置。
- 1950年（昭和25年） - 珠洲・輪島・穴水・中島・羽咋・富来・河北・松任・能美・加賀に各分館を設置。
- 1982年（昭和57年） - 全分館を廃止[25]。

## 旧館の施設と移転

### 旧館の施設

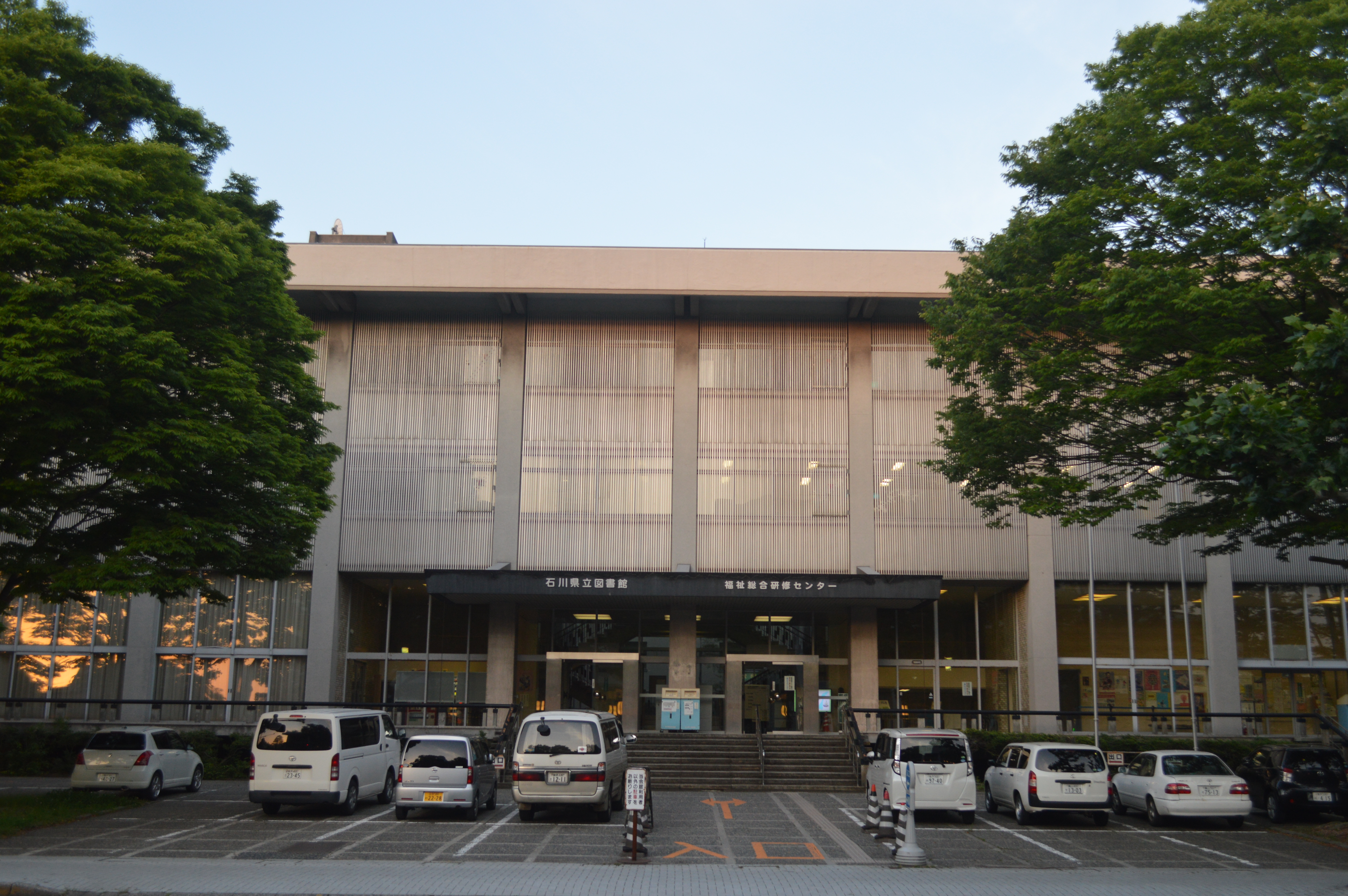
本多町の旧館（2018年5月）

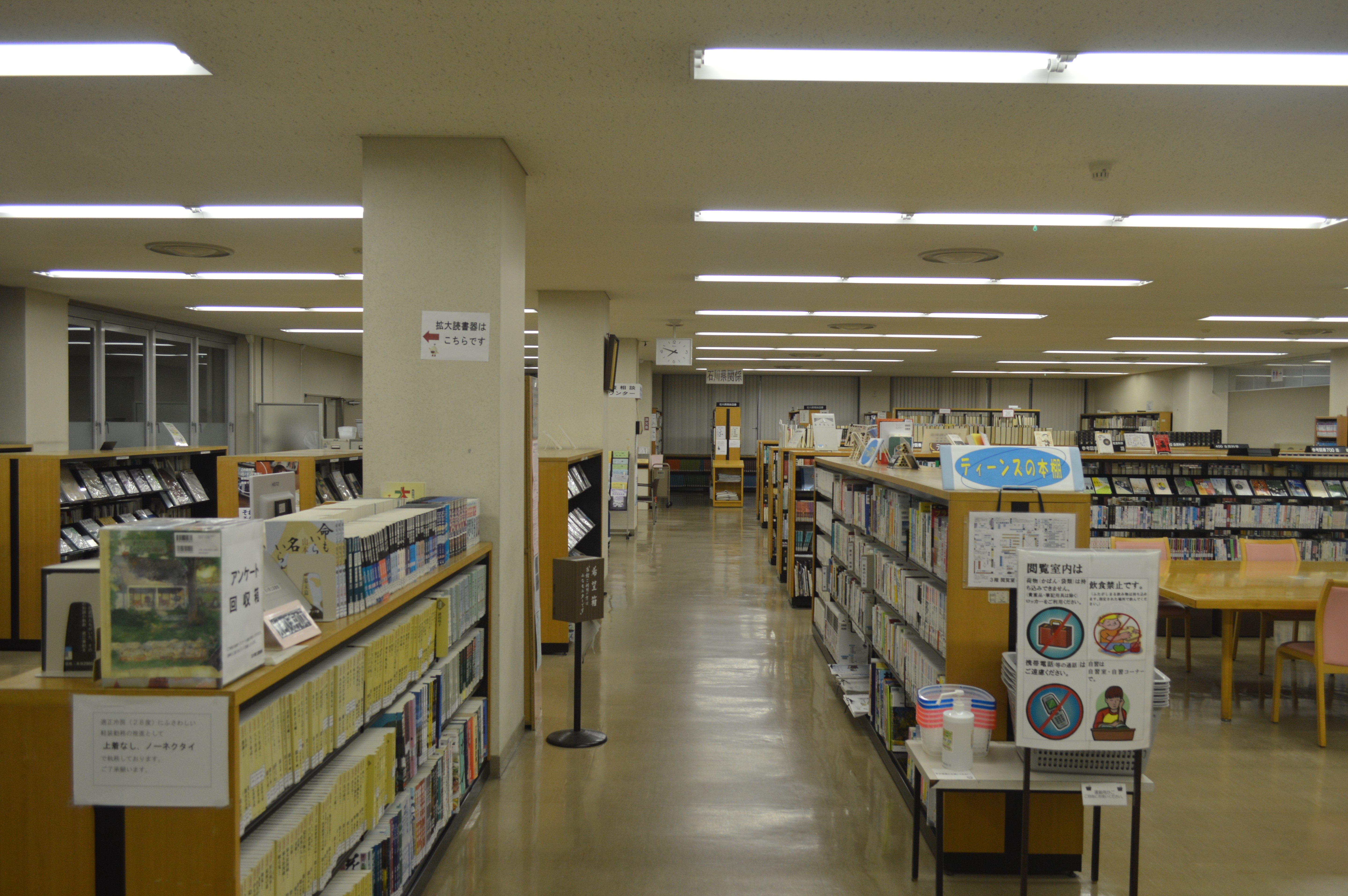
本多町の旧館の館内（2018年5月）

旧館の設計は建築家・富家宏泰による。旧館は地上4階地下2階建ての施設で、4階は福祉総合研修センターと共用であった。
閲覧室は3階に設けられていた。また、書庫は2階より下に設けられていた。4階には第1研修室(大ホール)が、3階には自習室や新聞コーナーなどが、2階には県民交流室（会議室）などがあった。
旧館の収蔵能力は約85万冊、2016年3月時点の蔵書冊数は約81万6千冊（うち開架10万6千冊）で、他に特殊文庫等約5万冊と新聞・雑誌・古文書を管理していた。

### 移転構想
石川県立図書館は、国内の県立図書館の中で4番目に古く、老朽化が進んでいた。また、延床面積は全都道府県の平均の半分以下となっていた。
2016年（平成28年）、石川県は金沢市本多町から金沢市小立野（現在地）の金沢大学工学部跡地への移転を決定した。2018年（平成30年）には移転構想をまとめ、新図書館の建物を円形に配置した「円形大閲覧空間」に整備する方針とした。また、開架図書数を現在の約11万冊から30万冊、閲覧席数を現在の73席から500席ほどに増やした。新図書館の設計は環境デザイン研究所の仙田満が携わった。

## サービス

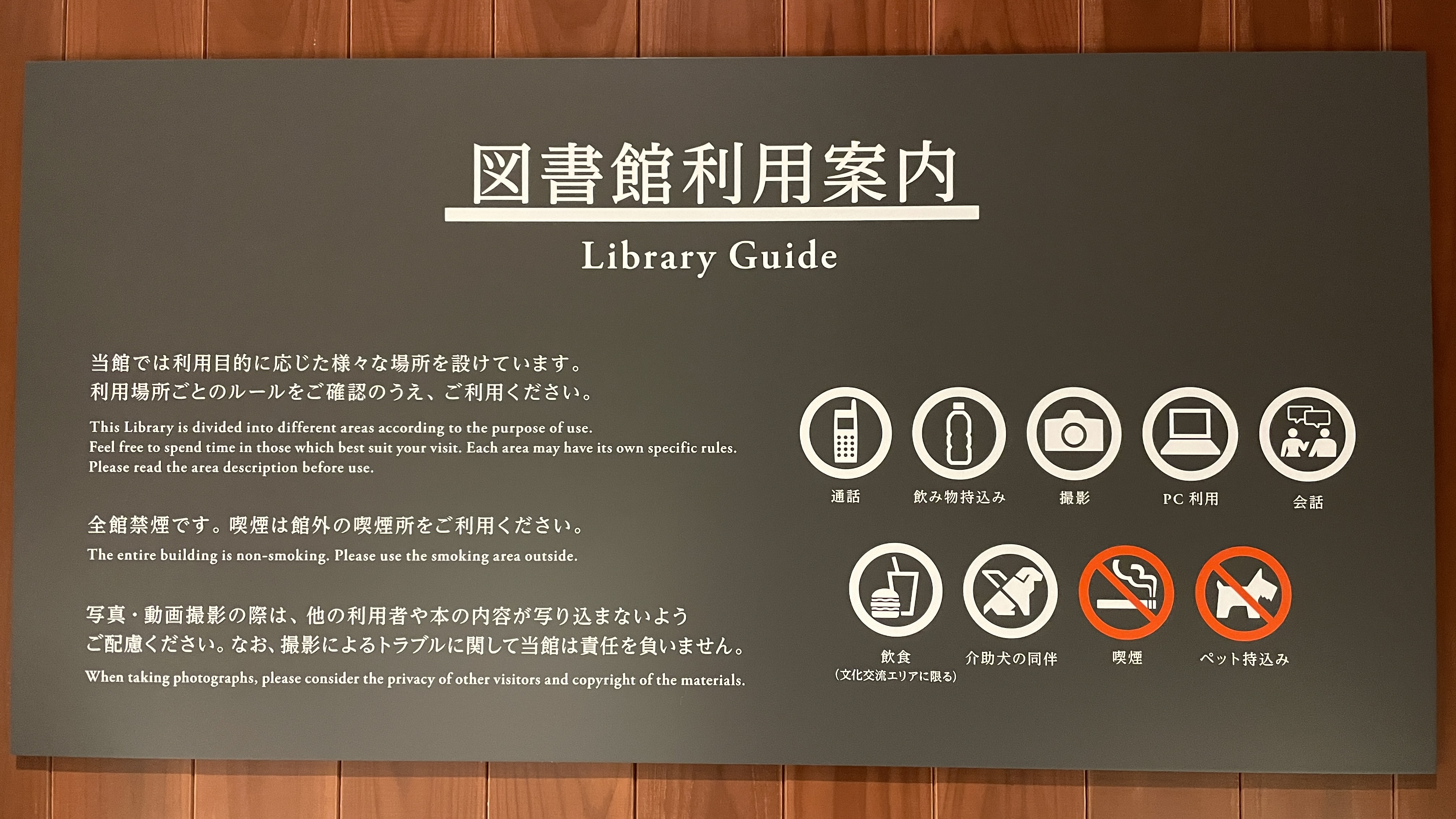
図書館利用案内（2023年10月）

図書館の入館や利用は誰でも可能であるが、館外貸出には利用者カードの作成が必要で、石川県内に在住・在勤・在学または東海北陸地区（富山県・福井県・岐阜県・愛知県・三重県）に在住している者のみ作成可能である。
利用者カードを作成できない者は、館内限定利用者カードを作成することができ、カードを作成すると、書庫にある本の閲覧、貴重資料・歴史公文書の閲覧申請、予約が必要な座席等の予約が可能になる。
また、遠隔地サービスもあり、事前に遠隔地サービス利用館の登録をすると、県立図書館の本を県内各地の公立図書館や大学図書館で受取・返却をすることができる。ただし、金沢市立図書館では利用できない。
インターネット上のマイページ上では、貸出状況の確認や貸出期間延長の手続、貸出予約の手続、遠隔地サービス利用館の登録などができ、利用者カード番号を表示させることで、利用者カードの代わりとしても利用できる。
館内ではパソコンが利用可能であり、デスクワークのほか、テレビ会議（ラーニングスペース、だんだん広場のみ）などを行うことができる。また、館内での個人利用目的の撮影も、他の利用者の顔を写さないなどの一定の条件下で認められている。

### 館外貸出
（出典：）
- 貸出点数：10冊まで3週間（1回のみ延長可）
- 返却期限を1週間以上過ぎた本がある場合、新たな本の貸出、貸出期間の延長は不可。

### 開館時間
（出典：）
- 平日
  - 閲覧エリア：9:00 - 19:00
  - 文化交流エリア：9:00 - 21:00
- 休日：9:00 - 18:00（全館共通）

### 休館日
（出典：）
- 月曜日（祝日の場合は翌平日）
- 特別整理期間
- 年末年始

## 立地
（出典：）
JR北陸新幹線・IRいしかわ鉄道線金沢駅より北陸鉄道路線バスで約30分の場所に位置し、周辺には金沢美術工芸大学や石川県立金沢商業高等学校、金沢市立小立野小学校、金沢大学宝町キャンパス、鶴間キャンパスなど多くの教育機関が存在する。
図書館敷地内には約400台の駐車場があり、石川県内のみならず、県外からの来館者も多い。

## イベント
- ラブライブ!蓮ノ空女学院スクールアイドルクラブ - 関連作品であるアプリ『Link!Like!ラブライブ！』内のストーリーに登場し、バーチャルライブの会場としてライブが開催されている。2024年10月 - 12月にコラボイベントが実施されたことや、2024年12月 - 2025年3月にかけて石川県内スタンプラリーが開催されたこともあって、来館者数の増加に繋がった[104]。